# I Love Lucy
I Love Lucy ist eine US-amerikanische Sitcom aus den 1950ern von CBS. Die Hauptrollen spielten Lucille Ball und Desi Arnaz, die Nebenrollen wurden von Vivian Vance und William Frawley gespielt. Produziert wurde die Serie von der von Ball und Arnaz gegründeten Firma Desilu Productions.

## Geschichte
Der Ursprung der Serie war eine Radioshow namens My Favorite Husband, in der Ball und Richard Denning die Hauptrollen sprachen. Die Serie wurde im Radioprogramm von CBS ausgestrahlt und basierte auf dem 1940er Roman Mr. and Mrs. Cugat von Isabel Scott Rorick. Die Serie lief vom 23. Juli 1948 bis zum 31. März 1951 und handelte von einer Hausfrau und ihrem Ehemann, einem Bankangestellten. Die Autoren und Produzenten waren Bob Carroll, Jr., Madelyn Pugh und Jess Oppenheimer, die auch später I Love Lucy schrieben. Ball wollte dann eine Fernsehshow machen, bei der ihr Ehemann Desi Arnaz als Partner mitmacht. Es entstand die Idee, eine Art My Favorite Husband als Fernsehserie zu veröffentlichen. CBS wollte die Rolle des Mannes ursprünglich mit Richard Denning besetzen, was Ball ablehnte.
Einige Folgen von „I Love Lucy“ waren angelehnt an „My Favorite Husband“.
Von Oktober 1953 bis Dezember 1955 wurde auch aus der Radioshow My Favorite Husband eine Fernsehserie bei CBS, mit Joan Caulfield und Barry Nelson in den Hauptrollen. Einige Folgen wurden bemerkenswerterweise in den Desilu-Studios gedreht, die ja eigentlich für I Love Lucy reserviert waren.

## Pilotfolge
1951 wurde eine Pilotfolge gedreht, die so erfolgreich war, dass aus ihr eine normale Folge wurde, „The Audition“. In dieser Folge erklärt Ricky Lucy, dass er sie als eine Hausfrau haben möchte, die „sein Essen macht, seine Pantoffeln bringt und sich um die Kinder kümmert“  (die sie zu dem Zeitpunkt noch nicht hatten), und er möchte sie nicht als Showstar. In Rickys Nachtclub erwartet Ricky einen Clown als Nummer für die Abendshow. Bei den Proben auf einem Fahrrad verletzt sich dieser und wird von Lucy gepflegt. Diese ergreift die Initiative und will ihn vertreten. Ricky wird nach seiner Gesangsnummer etwas nervös, da der Clown nicht kommt. Stattdessen kommt Lucy verkleidet an und spielt den eingeübten Sketch mit Ricky. Natürlich merkt Ricky, dass es Lucy ist, versucht das aber nicht zu zeigen. Im Sketch sagt Lucy mit verstellter Stimme in der Rolle des Professors, dass sie in Rickys Band als Cellist mitmachen wolle; Ricky bittet sie daher, etwas vorzuspielen, was sie aber nicht kann. Stattdessen bietet Ricky ihr ein anderes Instrument an, ein „Saxavibratronophonovitch“, ein Musikinstrument, das meistens im Zirkus bei Nummern mit Seelöwen verwendet würde. Daraufhin wirft Ricky Lucy einen Fisch hin. Die Nummer wird ein Erfolg. Abends wird Ricky zwar nicht böse auf Lucy, wiederholt aber noch einmal seine Forderungen der Hausfrau- und Mutterrolle. Dazu sagte Lucy nur: „Darüber will ich mit dir reden.“ Ricky ist erfreut und bringt dabei ein Kind zur Sprache; daraufhin sagt Lucy, dass sie ihm ihren Lieblingskuchen gemacht habe. Mit einem Kuss endet die Folge.

## Handlung
Die Hauptfiguren sind die rothaarige Hausfrau Lucy Ricardo (Lucille Ball), geborene McGillicudy, und ihr Mann kubanischer Herkunft Ricky Ricardo (Desi Arnaz), die in ihrer Wohnung in New York leben. Ricky ist ein erfolgreicher Entertainer im Nachtclub Tropicana (einige Folgen beinhalten ganze Gesangsnummern). Als er selbst Chef des Clubs wird, wird er in Babalu umbenannt (in Anspielung auf den bekanntesten Song von Desi Arnaz, den er auch als Ricky Ricardo singt). Er ist auch Dirigent und Congaspieler, das u. a. für das Lied Babalu wichtig ist. Lucy hingegen ist eine einfache Frau, die sich um den Haushalt kümmert und, als ihr Sohn Little Ricky (Keith Thibodeaux) (zur selben Zeit hatten Arnaz und Ball tatsächlich ein Kind) geboren wurde, auch um das Kind. In fast jeder Folge fleht sie Ricky an, einmal im Club auftreten zu dürfen, was jedes Mal von Ricky abgelehnt wird, da sie kein Talent habe und als Hausfrau zuhause bleiben solle. Jedoch gibt es Folgen, wo sie auftreten kann und zeigt, dass sie doch Talent hat. Wenn es nicht das Singen, Tanzen oder Schauspielern ist, versucht Lucy sich auch in anderen Talenten, z. B. als Saxophonspielerin, Theaterautorin oder Bildhauerin, worin sie aber auch kein Talent entwickelt.
Als Hausfrau hat Lucy immer viel Zeit und kommt auf die verrücktesten Ideen, meist um sich selbst zu zeigen. Meist zieht sie ihre Freunde Fred (William Frawley) und Ethel (Vivian Vance) mit, die meist unter der Verrücktheit der Idee mitzuleiden haben. Häufiger Running Gag zwischen Lucy und Ethel: „Ethel, I’ve got an idea“ (Ethel, ich habe eine Idee), worauf Ethel mit einem erschreckenden „No, you don’t“ (Nein, hast du nicht) antwortet. Manchmal unternehmen Lucy und Ethel etwas gemeinsam (arbeiten in einem Laden, suchen sich Jobs, während die Männer zuhause Hausarbeit machen müssen, gehen in eine Schönheitsschule), lernen aber am Ende, dass es alles schwieriger ist, als sie dachten, oder absolut unnötig ist, was ihnen Fred und Ricky immer erklären.
Oft will sie sich auch etwas kaufen, was ihr Ricky ihr auszureden versucht, meist aus Kostengründen oder wegen Sinnlosigkeit. Sie kauft es aber trotzdem und versucht, es vor Ricky zu verstecken. Manchmal schafft sie aber, Ricky durch die für sie später typisch gewordenen Heulkrämpfe zu überzeugen.
Lucy an sich ist eine naive Person und wenn sie versucht, etwas zu lernen, z. B. Französisch, ist sie traurig, dass sie es nur umsonst bekommt, weil der Lehrer in Rickys Club auftreten möchte. Sie lässt keine Experimente aus, um es manchmal Ricky heimzuzahlen, will ihn aber immer glücklich machen, so wie Ricky sie. So hat fast jede Folge ein Happy End.
Rickys Charakter ist (als Latino) sehr temperamentvoll und Lucy schafft es, ihn immer wieder in Rage zu bringen, darüber wurde eine ganze Folge gedreht (Ricky loses his temper). Meist ist aber Ricky der Gewinner, was Lucy wieder zu einem Heulkrampf bewegt. Immer wenn Ricky sich über etwas aufregt, egal ob es im Privatumfeld ist, wenn Lucy etwas Falsches macht, oder im Arbeitsumfeld, schimpft er auf Spanisch. Dieses wird nicht untertitelt oder anderweitig übersetzt, der Zuschauer versteht aber, worauf Ricky hinauswill, durch die eingesetzte Körperhaltung, die Gestik und Mimik von Desi Arnaz.
Ricky spricht einen starken spanischen Akzent, weswegen es dem Umfeld manchmal schwerfällt, sein Englisch zu verstehen, woraufhin Lucy oft ihre Späße mit ihm macht. Seit der Pilotfolge (The Audition, wurde später auch als eigenständige Folge gezeigt) äfft Lucy das Wort nach, das Ricky falsch ausspricht. In einer Folge sagt er daraufhin: „Es ist nicht gut, über mein Englisch Späße zu machen“, worauf Lucy antwortet: „Das war Englisch?“ Als Reaktion darauf macht sich Ricky über Lucys Unfähigkeit im Spanischen in der Folge, in der die Ricardos und die Mertzes Rickys Familie in Havanna besuchen, lustig. Als Lucy Standardsätze wie Buenos días oder Muchas gracias falsch ausspricht, sagt sie: „Es ist nicht nett, über mein Spanisch zu lachen.“ Darauf Ricky: „Aber du lachst seit 15 Jahren über mein Englisch.“ Lucy: „Aber Spanisch ist eine Fremdsprache.“ Ricky: „Und Englisch eine Fremdsprache für mich.“ Lucy: „So wie du sie sprichst, ist es auch eine Fremdsprache für mich.“
Weitere Figuren, die in jeder Folge vorkommen und die Ricardos meist bei ihren Abenteuern begleiten, sind Fred und Ethel Mertz, Ricardos ältere Freunde, Nachbarn und Vermieter. Diese streiten sich sehr oft miteinander und machen böse Anspielungen über den anderen, vertragen sich aber danach schnell. In der Folge Pregnant Women Are Unpredictable fangen sie beim Tanzen beinah einen Streit an, als Lucy sie unterbricht und sie bittet, keinen Streit anzufangen, woraufhin Ethel antwortet: „Wir streiten uns nicht, so zeigen wir uns, dass wir uns lieben.“ Später wird Fred Manager von Rickys Clubband.
Fred hat laut Figurenbiografie in Frankreich im Ersten Weltkrieg gekämpft und hat die Weltwirtschaftskrise überlebt. Daher ist er sehr sparsam, manchmal sogar geizig und liebt Geld, das er als Vermieter einnimmt. Oft müssen Ethel, Lucy und Ricky darunter leiden, z. B. als er einen uralten und verrosteten Oldtimer als einen Cadillac gekauft hat. Als er in einer Folge 400 Dollar verliert, scheint er durch dieses Trauma wie in Trance oder im Koma zu sein. Er isst nichts und bewegt sich nicht. Als Ricky dann erklärt, dass er die 400 Dollar zurückkriegt, „erwacht“ er aus seinem Koma und freut sich. Als Little Ricky auf die Welt kommt und größer wird, wird Fred freundlicher und herzlicher und weniger geizig.
Lucy und Ricky versuchen oft, dem jeweiligen Gegenüber einen Streich zu spielen, um das jeweilige Ziel zu erreichen. Lucy versucht mehrfach, in Rickys Show aufzutreten, Ricky versucht, dieses zu verhindern. Die meist eher harmlosen Scherze eskalieren manchmal zu extremen Streichen, die einem der beiden sogar Angst machen. Dabei wird von Fred und Ethel der Streich früher oder später verraten und die angeschmierte Person versucht, sich mit ähnlichen Mitteln zu rächen. Gute Beispiele dafür sind die Folgen Lucy fakes Illness und Ricky’s Life Story. In der ersten der beiden erzählt Ethel Ricky, dass Lucy vielleicht eine Psychose haben könnte, wenn er sie nicht auftreten lässt. Lucy spielt daraufhin Ricky eine psychisch Kranke vor, damit sie ihm leid tut und sie auftreten lässt. Als Fred Ricky verrät, dass es nur gespielt war, engagiert Ricky einen Freund, der einen Arzt spielt und Lucy erzählt, dass sie eine schlimme Krankheit hat und möglicherweise bald sterben wird, was Lucy und Ethel einen Mordsschrecken bereitet. Am Ende wird aber alles aufgeklärt und alles wird wieder gut.
In der Folge Ricky’s Life Story ärgert sich Lucy, dass in einem Artikel über Ricky in der Zeitschrift Life kein Foto von ihr ist, weil sie denkt, das liege daran, dass sie nicht berühmt ist. Da gibt Fred Ricky den Rat, sie auftreten zu lassen, um ihr zu zeigen, dass Showbizz nicht nur Glamour ist, sondern auch harte Arbeit bedeutet. Als Lucy bei den Proben eines schweren Tanzes erschöpft aufgibt, gibt sie Ricky recht, bekommt aber per Zufall doch eine Rolle als Angebetete auf einem Balkon (sie muss nur sitzen und eine Rose im Mund halten). Allerdings verplappert sich Fred und sie erfährt, dass der schwierige Tanz Rickys Absicht war. Daher entwickelt sie einen Plan: Während der Aufführung, wenn Ricky sich beim Singen von ihr wegdreht, zeigt sie Zauberkunststücke hinter seinem Rücken, was aber am Ende doch schiefläuft, da Ricky es bemerkt.
In den Staffeln der Serie ziehen die Ricardos in ein eigenes Heim nach Wesport in Connecticut. Ab hier wurden fast keine Folgen mehr gezeigt, die Ricky in seinem Nachtclub zeigen, dieser wird nur kurz von den Darstellern erwähnt. Später ziehen die Mertzes auch zu ihnen und fangen an, mit ihnen Hühner zu züchten.
Viele Witze in der Serie basieren auf Rickys kubanischem Akzent, da es ihm schwerfällt, englische Sätze richtig auszusprechen. Einer der häufigsten Sätze ist „Lucy, you got something to ’splain“ (eigentlich to explain, du musst etwas erklären) oder das schnell gesprochene „dont“ statt don’t. Weitere Witze basieren auf Slapsticks oder Wortwitzen der englischen Sprache, die von den vier Figuren durchgeführt werden.

## Nebenfiguren
Manchmal tauchen auch andere regelmäßige Figuren auf.
- Kathryn Card als Mrs. McGillicuddy, Lucys Mutter. Eine manchmal sehr eigenwillige Person. In einer Folge zwingt sie den Busfahrer, sie direkt an das Haus der Ricardos zu fahren, mit dem Versprechen, niemals in einen New Yorker Bus zu fahren. Sie vergisst bei Briefen manchmal, an wen sie schreibt oder wie der neue Nachname von Lucy ist (so hat sie einmal Richardsen oder Markardo statt Ricardo geschrieben). Sie nennt Ricky immer Micky.
- Jerry Hausner als Jerry, Rickys Presseagent. Er kommt immer auf die ungewöhnlichsten Publicityideen. Eine seiner Ideen war eine „private“ Postkarte an die Besucher des Clubs Tropicana zu senden, mit einer Kopie von Rickys Unterschrift. Als Lucy eine solche Karte in Rickys Jacke gefunden hat, wurde sie eifersüchtig und nach der angeschriebenen Frau sucht. Dort hat sie und Ethel erfahren, dass viele Frauen diese Karte bekommen haben, so dass es ihnen klar wurde, dass Ricky keine Geliebte hat. Manchmal hat Jerry aber auch zu Erfolgen verholfen, z. B. zu einem der am besten gekleideten Männer in den USA.
- Elizabeth Patterson als Mrs. Matilda Trumbull, eine weitere Bewohnerin des Hauses der Mertzes. Als Little Ricky geboren wurde, hat sie erst die Mertzes und die Ricardos auf den Mietvertrag hingewiesen, laut dem Kinder verboten sind. Später hat sie Little Ricky lieb gewonnen und wurde Little Rickys Babysitterin, worum die Ricardos sie immer wieder bitten.
- Frank Nelson spielte ursprünglich unterschiedliche Rollen, etwa diverse Moderatoren von Radiospielshows oder Kontrolleure am Flughafen. Er bekam in der letzten Staffel eine feste Rolle als neuer Nachbar der Ricardos, Ralph Ramsey. Er spielte auch in der Lucy-Desi Comedy-Hour mit.
- Mary Jane Croft spielte auch ursprünglich unterschiedliche Rollen, etwa als Passagier oder Lucys ehemalige Klassenkameradin. In der letzten Staffel erhielt sie eine feste Rolle als die neue Nachbarin der Ricardos und Ehefrau von Ralph Ramsey, Betty.
- Charles Lane spielte unterschiedliche Nebenrollen in verschiedenen Folgen, etwa einen Beamten an der Passausgabe, ein Castingüberprüfer und viele andere. Er spielte auch eine Rolle in der „Lucy-Desi-Comedy hour“ als Zollbeamter in Mexico.
- Gale Gordon als Mr. Alvin Littlefield, Rickys Manager im Nachtclub „The Tropicana“. Er kam in zwei Folgen vor, in „Ricky Asks For A Raise“, in der Ricky ihn um eine Gehaltserhöhung bittet, und in Lucy’s Schedule, in der Ricky sich um den Posten als Clubmanager bewirbt und sein Arbeitsschema an Lucy ausprobieren will. Er ist ein Mann der Pünktlichkeit und ein gutes Essen schätzt. Er freut sich über jeden Gast, der bezahlt („Paying Customers“). In der „Lucy-Desi-Comedy hour“ spielte Gordon am Ende einer Folge einen Richter.
- Natalie Schafer als Mrs. Phoebe Emerson. Sie unterrichtet in der eigenen Schönheitsschule, der Phoebe Emerson Charm School und hat in der Folge The Charm School Lucy und Ethel erklärt, wie man sich schön und attraktiv hält, was aber am Ende zu übertrieber Klischeeschönheit wurde. Es war die einzige Folge mit Schafer. Einige Jahre später wurde Natalie Schafer bekannt als Mrs. Thurston Howell III in der Serie Gilligans Insel.

Es spielten auch viele Darsteller sich selbst, unter anderem Bob Hope, John Wayne, Hedda Hopper, Harpo Marx, Jimmy Demaret, Claude Akins, William Holden und George Reeves, der sich selbst spielte und seine Rolle als Superman verkörperte.
In der Lucy-Desi-Comedy Hour traten in jeder Folge Gastdarsteller auf, die meistens sich selbst spielten, etwa Hedda Hopper, Rudy Vallée, Maurice Chevalier, Fred MacMurray, Tallulah Bankhead, Fernando Lamas, Paul Douglas, Milton Berle und viele mehr.

## The Lucille-Ball-Desi-Arnaz-Show
Nachdem die Serie 1957 abgesetzt wurde, wurde sie 1958 durch die Sendung The Lucy-Desi-Comedy-Hour ersetzt, auch genannt The Lucille-Ball-Desi-Arnaz-Show. Diese dauerte eine ganze Stunde, nicht eine halbe Stunde wie die Serie. Anders als I Love Lucy, die einmal die Woche ausgestrahlt wurde, wurde diese Serie geplanterweise einmal im Monat ausgestrahlt und beinhaltete insgesamt 13 Folgen.
Die Geschichten setzten dort an, wo die Serie aufgehört hat, als die Ricardos und die Mertzes ins eigene Haus auf dem Land in Connecticut umgezogen sind. Auch die Handlung der einzelnen Folgen war komplexer und hatte mehr Gaststars. Auch hier spielten Frawley und Vance als Fred und Ethel mit.
In der ersten Folge, die mit einer einleitenden und abschließenden Ansage begann bzw. endete und als The Lucille-Ball-Desi-Arnaz-Show ausgestrahlt wurde, waren u. a. Frank Nelson, Rudi Valley und Hedda Hopper zu Gast. Die Folge erzählte, wie Lucy und Ricky sich 1940 in Havanna kennengelernt haben, aus diesem Grund waren auch einige Darsteller aus älteren I Love Lucy-Folgen dabei.
Die weiteren Folgen wurden in 3 Staffeln als Lucy-Desi-Comedy-Hour veröffentlicht. Am 1. April 1960 wurde die letzte Folge ausgestrahlt.

## Weitere Spin-offs
Nach der Scheidung von Ball und Arnaz 1960 wurde auch die Lucy-Desi-Comedy-Hour abgesetzt. Ball, Arnaz, Frawley und Vance spielten nie mehr zusammen. Es folgten mehr oder weniger erfolgreiche Serien, in denen Ball ihre Rolle als Lucy verkörperte, wie Here’s Lucy, The Lucy Show (in Deutschland als Hoppla Lucy ausgestrahlt) oder Life with Lucy. Die eben genannten Serien haben aber mit der Ursprungsserie und der Ursprungsfigur Lucy, außer dem Namen Lucy, nichts bis fast nichts zu tun. Jedoch spielten manchmal Frawley und Vance als Gaststars mit. In The Lucy Show und Here’s Lucy spielte auch Gale Gordon an der Seite von Ball, mit der er bereits die Radiosendung My Favorite Husband gemacht hat.
In The Lucy Show spielten die echten Kinder von Lucille Ball, Lucille Arnaz und Desi Arnaz jr., die Rolle von Lucys Kindern.
Life with Lucy war das erfolgloseste Format in der Lucille Ball Lucy verkörpert hat. Nach 14 Folgen wurde die Serie abgesetzt. Es wurde Balls letztes Projekt vor der Kamera.

## Verbindungen zur Popkultur
- Eine Folge der Serie Drake & Josh aus dem Jahre 2006, in der Drake und Josh am Fließband einer Fischfabrik arbeiten, enthält eine Anspielung auf die Folge Job Switching, in der Lucy und Ethel am Fließband in einer Pralinenfabrik arbeiten (um den Männern, die sich derweil um den Haushalt kümmern, zu beweisen, dass sie auch Geld verdienen können). Diese Folge trägt im Original den Namen I Love Sushi. In Anlehung an die Darstellerinnen von Lucy und Ethel hieß die Farbik in der Serie Ball and Vance Fish Corp.
- In einer Folge von Hannah Montana hat Oliver Miley und Lilly mit Handschellen aneinander gekettet, hat aber den Schlüssel dazu verloren und während der Folge versucht Oliver den Schlüssel zu finden und die beiden schließlich bei einem Konzert zu trennen, während die beiden angekettet durch ihr Leben gehen mussten. Dies ist eine Version der I-Love-Lucy-Folge The Handcuffs aus dem Jahre 1952, in der Lucy sich als Scherz mit Freds Handschellen an Ricky festgekettet hat (damit er was mit ihr unternimmt), von denen sie glaubte, es seien Trickschellen. Es hat sich aber herausgestellt, die Handschellen echt waren, ein Schlüssel zu denen nicht existiert und während der ganzen Folge ein Schmied versucht hat, die beiden zu trennen, was ihm bei einer Fernsehshow dann gelingt.
- Im Spielfilm Pleasantville – Zu schön, um wahr zu sein, in dem die beiden Hauptfiguren Jennifer und David in eine typische 50er-Jahre-Serie hineingezogen werden, wird zu Beginn ein Trailer für den Fernsehsender „TV Time“, einen Spartenkanal für 50er-Jahre-Serien, gezeigt. Eine der Hauptserien, deren Logos eingeblendet werden, ist I Love Lucy.
- 1983 schrieb Weird Al Yankovic den Song Ricky. Zum einen ist das eine Parodie auf die Toni-Basil-Version des Racey-Songs Kitty (Von Basil als Mickey veröffentlicht), zum anderen beinhaltet er humorvolle Neckereien und Anspielungen auf die Serie und deren Figuren. Am Ende des Liedes hört man die Version der Titelmusik der Serie (geschrieben von Eliot Daniel und Harold Adamson). Das Musikvideo dazu wurde im Stil der Serie gedreht, auch in Schwarz-Weiß, mit Yankovic als Ricky und Tress MacNeille als Lucy. Das Video war übrigens das erste Musikvideo von Weird Al Yankovic.
- In der Folge This little Piggy goes to Hollywood der Muppet Babies wird die Serie kurz parodiert als I Love Piggy mit Miss Piggy als Piggy (Lucy), Kermit als Froggy (Ricky), Scooter als Scethel (Ethel) und Fozzy als Frod (Fred). Kermit singt dort auch eine Parodie auf Babalu.
- Am 22. Februar 1987 zeigte Rudi Carrell in seiner Tagesshow einen Restaurantsketch mit Carrell als Kellner, Horst Tappert als er selbst, bzw. als Gast und Grit Böttcher als beobachtender Gast. Dies war eine übersetzte und eingedeutschte Version einer Szene aus der Folge L.A., at last, die am 7. Februar 1955 ausgestrahlt wurde. Der prominente Gast dabei war William Holden und Lucy war der beobachtende Gast. Die Handlungen der Schauspieler, die bestellten Speisen, die Mimik etc. wurden eins-zu-eins übernommen und die Dialoge übersetzt bzw. angepasst.
- Im Film Pretty Woman schaut die von Julia Roberts verkörperte Figur Vivian Ausschnitte der I love Lucy-Folge Lucy's Italian Movie.
- In den 1990er Jahren wurde in der US-Comedyshow In Living Colors die Serie mehrmals in Schwarz-Weiß parodiert. Die Parodie hieß I Love Laquita, dabei spielte Jim Carrey Ricky Marcardo und Kim Wayans spielte seine Frau Laquita, eine afroamerikanische Figur, die an Lucys Figur angelehnt ist, die allerdings am liebsten eine weibliche Rapperin wäre. In der Parodie spielte Kelly Coffield die Rolle von Ethel.
- In der Folge Geliebter Schwiegersohn (son-in-law dearest) der Sitcom Golden Girls bereitet sich Blanche auf einen 12-stündigen Ich liebe Lucy-Marathon im TV vor. Später in dieser Folge schaut Blanche zusammen mit Rose die Serie und versucht ihr Zusammenhänge und Rollenbesetzung von Ich liebe Lucy zu erklären.
- In der Folge Lisa und ihre Jungs der Serie Die Simpsons muss Lisa Simpson den Haushalt alleine führen, weil ihre Mutter Marge im Krankenhaus ist. Nachdem ihr Vater Homer und ihr Bruder Bart sie nicht ernst nehmen, sie immer stören und ihr überhaupt nicht helfen, erscheint Lisa der Geist von Lucy, die sich mit allen Lucy-bezogenen Fernsehrollen vorstellt ("Lucy MacGullicuddy Ricardo Carmichael und, ich glaube, da waren noch eine Paar mehr") und hilft ihr, sich an den Männern zu rächen.
- In der ersten Staffel der Fernsehserie American Gods (2017) ist Lucy die Manifestation der Göttin der Medien.
- Die Serie I Love Lucy ist Gegenstand des Spielfilms Being the Ricardos (2021) von Aaron Sorkin. Die Hauptrollen von Lucille Ball und Desi Arnaz übernahmen Nicole Kidman und Javier Bardem. Davor wurde die Serie, im Bezug auf das Leben von Lucille Ball, in den CBS-Fernsehfilmen Lucy & Desi - Hinter den Kulissen (Lucy & Desi - Before the Laugher) mit Frances Fisher und Maurice Benard als Ball und Arnaz und Lucy von 2003 mit Rachel York und Danny Pino als Ball und Arnaz thematisiert.